# Fat-Free Framework
Fat-Free Framework是一個開源的Web框架，在2009年開始由Bong Cosca設計，使用GNU通用公共许可协议授权。源代码主要使用PHP编写。

## 外部連結
- 官方網站
- Github專案（页面存档备份，存于）
- Change Log （页面存档备份，存于）